# Andrés Torre Ruiz
Hilario Andrés Torre Ruiz (Munilla, 1882-¿?, ¿?) fue un jurista y poeta español.

## Biografía
Nació en la localidad riojana de Munilla. Aunque vivió largos años en Valladolid, no perdió el contacto con su provincia natal y colaboró en el periódico La Rioja.
Se doctoró en Filosofía y Letras con la tesis Federico Nietzsche (26 de setiembre de 1906).
Estuvo comprometido con el movimiento castellanista de principios del siglo XX, en este sentido, fue uno de los firmantes del manifiesto Así piensa Castilla, que publicó Diario de Burgos el 11 de diciembre de 1918, con personalidades como Narciso Alonso Cortés.
En 1925, Andrés Torre Ruiz era decano de la Facultad de Letras de la Universidad de Valladolid y dos años más tarde era catadrático de Lógica en la misma universidad. De 1931 a 1934, Andrés de la Torre Ruiz volvió a ser rector de la Universidad de Valladolid.

## Obra
- Desde la altura (1908)
- Poemas (1917)
- Contribución al estudio del arte barroco. La escultura helenística : Discurso leído en la Universidad de Valladolid en la solemne inauguración del curso académico de 1924 a 1925 (1924)